# 湖北省工商业联合会
湖北省工商业联合会，简称湖北省工商联，同时称湖北省总商会，是中国共产党领导的、湖北省工商界组成的统战性、经济性、民间性的人民团体和商会组织。